# Aritmetička sredina
Aritmetička sredina ili prosek je pojam iz statistike. Ona se računa za skup brojeva kao količnik zbira članova i broja članova skupa. U matematičkoj notaciji aritmetička sredina je:
{\displaystyle x={x_{1}+\cdots +x_{n} \over n}.} Kolekcija je često skup rezultata eksperimenta ili opservacione studije, ili često skup rezultata iz ankete. Termin „aritmetička sredina“ je poželjniji u nekim kontekstima u matematici i statistici, jer pomaže da se razlikuje od drugih proseka, kao što su geometrijska sredina i harmonska sredina.
Pored matematike i statistike, aritmetička sredina se često koristi u mnogim različitim oblastima kao što su ekonomija, antropologija i istorija, a u izvesnoj meri se koristi u skoro svim akademskim oblastima. Na primer, dohodak po glavi stanovnika je aritmetički prosečan prihod stanovništva jedne nacije.
Iako se aritmetička sredina često koristi za izveštavanje o centralnim tendencijama, ona nije robusna statistika, što znači da na nju u velikoj meri utiču eksterne vrednosti (vrednosti koje su mnogo veće ili manje od većine vrednosti). Za iskrivljene raspodele, kao što je raspodela prihoda za koju su prihodi nekoliko ljudi znatno veći od prihoda većine ljudi, aritmetička sredina se možda neće poklapati sa nečijim pojmom „sredine“, a robusna statistika, kao što je medijana, može dati bolji opis centralne tendencije.

## Definicija
Za dati skup podataka {\displaystyle X=\{x_{1},\ldots ,x_{n}\}}, aritmetička sredina (ili srednja vrednost ili prosek), označena kao {\displaystyle {\bar {x}}} ({\displaystyle x} nadvučeno), je srednja vrednost {\displaystyle n} vrednosti {\displaystyle x_{1},x_{2},\ldots ,x_{n}}.
Aritmetička sredina je najčešće korišćena i lako razumljiva mera centralne tendencije u skupu podataka. U statistici, pojam prosek se odnosi na bilo koju od mera centralne tendencije. Aritmetička sredina skupa posmatranih podataka definisana je kao jednaka zbiru numeričkih vrednosti svakog posmatranja, podeljenog sa ukupnim brojem posmatranja. Simbolički, za skup podataka koji se sastoji od vrednosti {\displaystyle a_{1},a_{2},\ldots ,a_{n}}, aritmetička sredina {\displaystyle A} je definisana formulom:
{\displaystyle A={\frac {1}{n}}\sum _{i=1}^{n}a_{i}={\frac {a_{1}+a_{2}+\cdots +a_{n}}{n}}}
(za objašnjenje operatora sumiranja, pogledajte sumiranje.)
Na primer, uzmite u obzir mesečnu platu 10 zaposlenih u firmi: 2500, 2700, 2400, 2300, 2550, 2650, 2750, 2450, 2600, 2400. Aritmetička sredina je
{\displaystyle {\frac {2500+2700+2400+2300+2550+2650+2750+2450+2600+2400}{10}}=2530.}
Ako je skup podataka statistička populacija (tj. sastoji se od svakog mogućeg posmatranja, a ne samo od njihovog podskupa), onda se srednja vrednost te populacije naziva srednja vrednost populacije i označava grčkim slovom {\displaystyle \mu }. Ako je skup podataka statistički uzorak (podskup populacije), onda se statistika vrednost koja je rezultat ovog proračuna naziva srednjom vrednošću uzorka (koja je za skup podataka {\displaystyle X} označena kao {\displaystyle {\overline {X}}}).
Aritmetička sredina se može na sličan način definisati za vektore u više dimenzija, ne samo za skalarne vrednosti; ovo se često naziva centroid. Uopštenije, pošto je aritmetička sredina konveksna kombinacija (zbir koeficijenata je 1), može se definisati na konveksnom prostoru, a ne samo na vektorskom prostoru.

## Motivišuća svojstva
Aritmetička sredina ima nekoliko svojstava koja je čine korisnim, posebno kao mera centralne tendencije. Ovim su obuhvaćeni:
- Ako brojevi {\displaystyle x_{1},\dotsc ,x_{n}} imaju srednju vrednost {\displaystyle {\bar {x}}}, onda {\displaystyle (x_{1}-{\bar {x}})+\dotsb +(x_{n}-{\bar {x}})=0}. Pošto je {\displaystyle x_{i}-{\bar {x}}} rastojanje od datog broja do srednje vrednosti, u jednom smeru tumačenje ove osobine znači da su brojevi levo od srednje vrednosti uravnoteženi brojevima desno od srednje vrednosti. Srednja vrednost je jedini pojedinačni broj za koji se ostaci (odstupanja od procene) zbrajaju na nulu.
- Ako se zahteva da se koristi jedan broj kao „tipična“ vrednost za skup poznatih brojeva {\displaystyle x_{1},\dotsc ,x_{n}}, onda aritmetička sredina brojeva to najbolje čini, u smislu minimiziranja zbira kvadrata odstupanja od tipične vrednosti: zbir od {\displaystyle (x_{i}-{\bar {x}})^{2}}. (Sledi da je srednja vrednost uzorka takođe najbolji pojedinačni prediktor u smislu da ima najmanju srednju kvadratnu grešku.)[6] Ako se želi aritmetička sredina populacije brojeva, onda je njena procena koja je nepristrasna, aritmetička sredina uzorka uzetog iz populacije.

### Dodatna svojstva
- {\displaystyle Avg(c*a_{1},c*a_{2}...c*a_{n})} = {\displaystyle c*Avg(a_{1},a_{2}...a_{n})}
- Aritmetička sredina bilo kojeg broja grupa brojeva jednake veličine zajedno je aritmetička sredina aritmetičke sredine svake grupe.

## Kontrast sa medijanom
Aritmetička sredina se može uporediti sa medijanom. Medijana je definisana tako da više od polovine vrednosti nije veće od medijane, a ne više od polovine manje od medijane. Ako se elementi u podacima aritmetički povećavaju, kada su postavljeni nekim redom, onda su medijana i aritmetički prosek jednaki. Na primer, razmotrite uzorak podataka {\displaystyle {1,2,3,4}}. Prosek je {\displaystyle 2,5}, kao i medijana. Međutim, kada se uzme u obzir uzorak koji se ne može rasporediti tako da se aritmetički povećava, kao što je {\displaystyle {1,2,4,8,16}}, medijana i aritmetički prosek mogu značajno da se razlikuju. U ovom slučaju, aritmetički prosek je 6,2, dok je medijana 4. Generalno, prosečna vrednost može značajno da varira od većine vrednosti u uzorku, i može biti veća ili manja od većine njih.
Primene ovog fenomena postoje u mnogim oblastima. Na primer, od 1980-ih, medijana prihoda u Sjedinjenim Državama je rasla sporije od aritmetičkog proseka prihoda.

## Generalizacije

### Ponderisana aritmetička sredina
Ponderisani prosek, ili ponderisana srednja vrednost, je prosek u kome se neke tačke podataka više računaju od drugih, jer im se pridaje veća težina u proračunu. Na primer, aritmetička sredina od {\displaystyle 3} i {\displaystyle 5} je {\displaystyle {\frac {(3+5)}{2}}=4}, ili ekvivalentno {\displaystyle \left({\frac {1}{2}}\cdot 3\right)+\left({\frac {1}{2}}\cdot 5\right)=4}. Nasuprot tome, ponderisana srednja vrednost u kojoj prvi broj dobija, na primer, dvostruko veću težinu od drugog (možda zato što se pretpostavlja da se pojavljuje dvostruko češće u opštoj populaciji iz koje su ovi brojevi uzorkovani) bila bi izračunata kao {\displaystyle \left({\frac {2}{3}}\cdot 3\right)+\left({\frac {1}{3}}\cdot 5\right)={\frac {11}{3}}}. Ovde su težine, koje se nužno zbrajaju sa vrednošću jedan, jesu {\displaystyle (2/3)} i {\displaystyle (1/3)}, pri čemu je prva duplo veća od druge. Aritmetička sredina (ponekad se naziva „neponderisani prosek“ ili „jednako ponderisani prosek“) može se tumačiti kao poseban slučaj ponderisanog proseka u kome su sve težine jednake jedna drugoj (jednake {\displaystyle {\frac {1}{2}}} u gornjem primeru, i jednake sa {\displaystyle {\frac {1}{n}}} u situaciji sa {\displaystyle n} usrednjenih brojeva).

### Kontinuirane raspodele verovatnoće
Ako numeričko svojstvo, i bilo koji uzorak podataka iz njega, može da poprimi bilo koju vrednost iz neprekidnog opsega, umesto, na primer, samo celih brojeva, onda se verovatnoća da broj padne u neki opseg mogućih vrednosti može opisati integracijom kontinuirane raspodele verovatnoće u ovom opsegu, čak i kada je naivna verovatnoća za broj uzorka koji uzima jednu određenu vrednost od beskonačno mnogo nula. Analog ponderisanog proseka u ovom kontekstu, u kome postoji beskonačan broj mogućnosti za preciznu vrednost promenljive u svakom opsegu, naziva se sredinom distribucije verovatnoće. Raspodela verovatnoće koja se najčešće sreće naziva se normalna raspodela; ona ima svojstvo da su sve mere njegove centralne tendencije, uključujući ne samo srednju vrednost, već i gore pomenutu medijanu i mod (tri M-a), jednake jedna drugoj. Ova jednakost ne važi za druge distribucije verovatnoće, kao što je ilustrovano za log-normalnu raspodelu ovde.

### Uglovi
Posebna pažnja se mora obratiti kada koristite ciklični podaci, kao što su faze ili uglovi. Naivno uzimanje aritmetičke sredine od 1° i 359° daje rezultat od 180°. Ovo nije tačno iz dva razloga:
- Prvo, merenja ugla su definisana samo do aditivne konstante od 360° (ili 2π, ako se meri u radijanima). Tako bi se mogli lako nazvati 1° i −1°, ili 361° i 719°, jer svaki od njih daje drugačiji prosek.
- Drugo, u ovoj situaciji, 0° (ekvivalentno, 360°) je geometrijski bolja prosečna vrednost: oko nje je manja disperzija (tačke su istovremeno 1° od njega, i 179° od 180°, pretpostavljeni prosek).

U opštoj primeni, takav previd će dovesti do toga da se prosečna vrednost veštački pomera ka sredini numeričkog opsega. Rešenje ovog problema je korišćenje formulacije optimizacije (odnosno, definisanje srednje vrednosti kao centralne tačke: tačka oko koje ima najmanje disperzije) i redefinisanje razlike kao modularne udaljenosti (tj. rastojanje na kružnici: tako da je modularno rastojanje između 1° i 359° 2°, a ne 358°).

## Simboli i kodiranje
Aritmetička sredina se često označava linijom (takođe vinkulum ili makron), na primer kao u {\displaystyle {\bar {x}}} ({\displaystyle x} nadvučeno).
Neki softverski paketi (tekst procesori, veb pretraživači) uvek ne prikazuju pravilno simbol x̄. Na primer, simbol x̄ u HTML-u je zapravo kombinacija dva koda – osnovnog slova x plus koda za liniju iznad (&#772; or ¯).
U nekim tekstovima, kao što su pdf-ovi, simbol x̄ može biti zamenjen simbolom centa (¢) (Unicode &#162), kada se kopira u tekstualni procesor kao što je Majkrosoft Vord.

## Primena
Aritmetička sredina  se najviše koristi od svih matematičkih sredina u svakodnevnom životu. 
Ovu sredinu najčešće koristimo kada hoćemo da izračunamo prosek nečega, tako što sve te brojeve saberemo a onda ih podelimo brojem koliko ih ima. 

## Primeri

### Primer 1
D = (1, 3, 6, 7, 18)
Skup D ima 5 članova čiji zbir je 35, a aritmetička sredina je 7.

### Primer 2
Ako u dnevniku u osnovnoj školi iz matematike imamo ocene 5, 5, 3, 2, prosek računamo ovako:
{\displaystyle A={5+5+3+2 \over 4}={15 \over 4}=3.75.}

## Literatura
- Huff, Darrell (1993). How to Lie with Statistics. W. W. Norton. ISBN 978-0-393-31072-6.
- Bevington, Philip R (1969). Data Reduction and Error Analysis for the Physical Sciences. New York, N.Y.: McGraw-Hill. OCLC 300283069.
- Strutz, T. (2010). Data Fitting and Uncertainty (A practical introduction to weighted least squares and beyond). Vieweg+Teubner. ISBN 978-3-8348-1022-9.
- Carl-Erik Sarndal; Bengt Swensson, Jan Wretman (1992). Model Assisted Survey Sampling. ISBN 9780387975283.
- Gatz, Donald F.; Smith, Luther (јун 1995). „The standard error of a weighted mean concentration—I. Bootstrapping vs other methods”. Atmospheric Environment. 29 (11): 1185—1193. Bibcode:1995AtmEn..29.1185G. doi:10.1016/1352-2310(94)00210-C.
- „GNU Scientific Library – Reference Manual: Weighted Samples”. Gnu.org. Приступљено 22. 12. 2017.
- Price, George R. (април 1972). „Extension of covariance selection mathematics” (PDF). Annals of Human Genetics. 35 (4): 485—490. PMID 5073694. S2CID 37828617. doi:10.1111/j.1469-1809.1957.tb01874.x.
- Mark Galassi, Jim Davies, James Theiler, Brian Gough, Gerard Jungman, Michael Booth, and Fabrice Rossi. GNU Scientific Library - Reference manual, Version 1.15, 2011.

Sec. 21.7 Weighted Samples
- James, Frederick (2006). Statistical Methods in Experimental Physics (2nd изд.). Singapore: World Scientific. ISBN 981-270-527-9.

## Spoljašnje veze
- Calculations and comparisons between arithmetic mean and geometric mean of two numbers
- Calculate the arithmetic mean of a series of numbers on fxSolver Архивирано на веб-сајту  (24. септембар 2015)